# Hermann von Kuhl

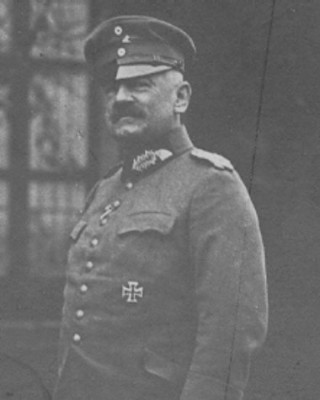
General von Kuhl in der Uniform eines preußischen Generalmajors mit dem Eisernen Kreuz I. Klasse, 1914

Hermann Josef Kuhl, seit 1913 von Kuhl, (* 2. November 1856 in Koblenz; † 4. November 1958 in Frankfurt am Main) war ein preußischer General der Infanterie und Militärhistoriker.

## Leben

### Herkunft
Hermann war der Sohn von Matthias Joseph Kuhl (1830–1906) und dessen Ehefrau Juliane Amalie, geborene Boecking (1830–1901). Sein Vater war Professor, später Rektor des Progymnasiums sowie Ehrenbürger der Stadt Jülich.

### Ausbildung
Kuhl studierte, nachdem er 1873 sein Abiturexamen abgelegt hatte, zunächst Philosophie, Klassische Philologie, Germanistik und Vergleichende Sprachwissenschaften an den Universitäten Leipzig, Tübingen, Marburg und Berlin und schloss 1878 mit seiner Dissertation De Saliorum carminibus mit der Note magna cum laude ab. Während seines Studiums wurde er Mitglied der Leipziger Universitätssängerschaft St. Pauli.

### Militärkarriere
Anschließend trat er am 1. Oktober 1878 als Fahnenjunker in das 5. Westfälische Infanterie-Regiment Nr. 53 der Preußischen Armee ein. Dort wurde er am 12. August 1879 zum Sekondeleutnant und am 16. Februar 1889 zum Premierleutnant befördert. Von dort wechselte er als Adjutant zum Bezirkskommando Wesel, dann ins Grenadier-Regiment „König Friedrich Wilhelm I.“ (2. Ostpreußisches) Nr. 3 in Königsberg. Anschließend besuchte er die Kriegsakademie in Berlin und wechselte danach als Abteilungschef zum Großen Generalstab. Dort erfolgte am 4. Juni 1912 seine Beförderung zum Generalmajor. Zum 25-jährigen Regierungsjubiläum Wilhelms II. wurde Kuhl am 16. Juni 1913 in den erblichen preußischen Adelsstand erhoben. Als letzte Position vor dem Ersten Weltkrieg war er bis zum 2. August 1914 Oberquartiermeister im Großen Generalstab.
Im Ersten Weltkrieg war Kuhl ab dem 2. August 1914 zunächst als Generalstabschef der Armee im Armeeoberkommando der 1. Armee an der Westfront tätig. Seine Beförderung zum Generalleutnant erfolgte am 18. April 1915. Am 22. September desselben Jahres wurde er Generalstabschef der 12. Armee und seit dem 24. November war er in gleicher Funktion bei der 6. Armee. Am 28. August 1916 wechselte er zur Heeresgruppe „Kronprinz Rupprecht“ an der Westfront, der er bis zum Kriegsende als Chef des Stabes angehörte. Er arbeitete in dieser Zeit eng mit Paul von Hindenburg und Erich Ludendorff, die seine Vorgesetzten bzw. Amtsvorgänger waren, zusammen.
Nach Kriegsende führte er die ihm unterstellten Truppen in die Heimat zurück und wurde dann am 4. Januar 1919 zu den Offizieren von der Armee überführt. Kuhl reichte daraufhin seinen Abschied ein, der ihm am 12. Januar 1919 bewilligt wurde. Am 10. September 1919 erhielt er den Charakter als General der Infanterie mit Dienstalter vom 12. Januar 1919.

### Zivilleben
Im Ruhestand betrieb Kuhl militärwissenschaftliche Studien zum Ersten Weltkrieg und veröffentlichte eine Reihe von Büchern und Aufsätzen zu diesem Thema. Er war Mitglied der Historischen Kommission des Reichsarchivs und von 1924 bis 1938 auch Schriftleiter des Deutschen Offizierblattes.
Der deutsche Militärhistoriker Hans Meier-Welcker bewertet seine Schriften wie folgt: „Zum historischen Verständnis des Weltkrieges hat er, wenn auch zeitbedingt nicht frei von  Apologie, einen bedeutenden Beitrag geleistet.“
Kuhl verstarb 1958 im Alter von 102 Jahren in Frankfurt am Main im Haus seiner Nichte Annemarie Schlusnus und ihres Gatten Heinrich Schlusnus, bei denen er seit 1951 gewohnt hatte. Er wurde mit militärischen Ehren beigesetzt. Seinen Sarg flankierten in der Trauerhalle ein Ehrenzug der Bundeswehr unter Führung eines Oberstleutnants sowie die Chargierten der Leipziger Universitätssängerschaft zu St. Pauli in Mainz und der Frankfurter Universitätssängerschaft Rhenania.

### Familie
Kuhl hatte am 24. September 1889 in Wesel Helene Richter (1865–1933) geheiratet. Das Paar hatte folgende Kinder:
- Hilda (* 1890), Studienrätin
- Hermann (1895–1925)

### Auszeichnungen
- Pour le Mérite mit Eichenlaub
  - Pour le Mérite am 28. August 1916
  - Eichenlaub am 20. Dezember 1916
- Komtur des Militär-Max-Joseph-Ordens am 13. Dezember 1916
- Kronen-Orden I. Klasse mit Schwertern am 22. März 1918
- Pour le Mérite für Wissenschaften und Künste für seine historischen Studien am 6. Dezember 1924
- Benennung einer Straße in Koblenz in Von-Kuhl-Straße.

Hermann von Kuhl war einer von wenigen Inhabern, die sowohl mit der „Militärklasse“ als auch der „Friedensklasse“ des Pour le Mérite ausgezeichnet wurden.

## Schriften
- Der deutsche Generalstab in Vorbereitung und Durchführung des Weltkrieges. Mittler, Berlin 1920 (online).
- Der Marnefeldzug 1914. Mittler, Berlin 1921 (online).
- Der Weltkrieg im Urteil unserer Feinde – ein kritischer Überblick. Mittler, Berlin 1922 (Digitalisat).
- (mit Bernhard Schwertfeger und Hans Delbrück) Ursachen des Zusammenbruchs: Entstehung, Durchführung und Zusammenbruch der Offensive von 1918. Hobbing, Berlin 1923.
- Der Weltkrieg 1914–1918. Dem deutschen Volke dargestellt. 2 Bände, Tradition W. Kolk, Berlin 1929.